# Église Saint-Hilaire de Saint-Hilaire-la-Plaine
L'église Saint-Hilaire est une église catholique située à Saint-Hilaire-la-Plaine, dans le département de la Creuse, en France.

## Historique
Elle a conservé des traces importantes de fortifications du XIVe siècle ou XVe siècle : elle comprend un clocher-donjon et deux tourelles qui partent du sol aux angles du chevet. Le clocher donjon rectangulaire est flanqué lui aussi de tourelles en encorbellement. Autrefois, des mâchicoulis et un chemin de ronde permettaient de défendre le bâtiment.
L'édifice est classé au titre des monuments historiques en 1930.